# Пале
Пале су градско насеље и сједиште истоимене општине, једне од шест општина града Источно Сарајево у Републици Српској, БиХ. Према коначним подацима пописа становништва 2013. године, у насељеном мјесту Пале укупно је пописано 12.569 лица.

## Општина
Општина Пале заузима површину од 492,8 km². То је градска општина града Источно Сарајево. Налази се у котлини између Романије и Јахорине, а кроз градско насеље протиче ријека Миљацка. Административно је подељена у 10 мјесних заједница, са 63 насељена мјеста у којима, према прелиминарним подацима пописа становништва из 2013. године, борави 22.282 лица. Данас су Пале универзитетски, туристички и културни центар Републике Српске. У Палама се налази православна црква Успења Пресвете Богородице основана почетком 20. вијека, као и римокатоличка Црква Светог Јосифа на Палама.

## Географски положај и клима
Подручје општине Пале је изразито планинског карактера, са надморском висином од 624 до 1.916 м. Најнижа тачка је на 624 м надморске висине, на западној страни општине, гдје се спајају паљанска и мокрањска Миљацка.
Средишњи дио општине Пале заузима паљанска котлина, смјештена између планинских масива: Јахорине са југа, Госине са истока, Романије са сјевероистока, Озрена са сјевера и сјеверозапада и Требевића са запада. Сједиште општине је у граду Пале. Пале су смјештене у самој котлини, која са прибрежјем заузима површину од око 8,5 km². Смјештене су на надморској висини од 820 м.
Пале су према географско-природним особинама одавно познате као климатско љечилиште и излетиште. Љепота околине, чист ваздух и близина скијашких терена на Јахорини представљају природну диспозицију и реалну основу за развој туризма.
Претежан дио површине општине сачињава шумско земљиште (64%), а свега (36%) пољопривредно и остало земљиште.

## Историја
Пале су почетком прошлог вијека биле тек једно ембрионално насеље, или тачније село, из којег ће се под утицајем одређених друштвено-историјских околности постепено развити градић Пале као сједиште истоимене општине у Републици Српској.

### Старо доба
Подручје које обухвата општина Пале било је дјелимично насељено, вјероватно од раног праисторијског периода. Изгледа да становништву млађег каменог доба (неолит) и потребама тадашњег степена привреде (почеци сточарства и примитивне земљорадње), шумовито подручје и најнижи дијелови Пала - Паљанска котлина са надморском висином преко 800 м нису нарочито одговарали па су и археолошки налази из тог периода врло ријетки.
Нешто више налаза из праисторије потиче из гвозденог доба у подручјима око Мокрог на сјеверу, те око Лозника и Илијака на истоку са насељима и утврдама градинског типа који припадају халштатској култури Гласиначког поља.
Подручје Пала представљало је одувијек важну саобраћајну спону између запада и истока, тј. сарајевске котлине и ријеке Дрине. Кроз овај крај су пролазиле двије значајне античке комуникације. Једну је представљао трговачки пут преко Мокрог и Романије, а другу пут долином ријеке Праче на Рањен, Горажде и даље. Остаци ових путева дјелимично су сачувани, као и остаци римских грађевина у селима Миошићи и Илијак, занимљиви примјерци грчке керамике и вриједни нумизматички налази грчке провенијенције, из чувених трговачких насеља античког доба Apollonia и Dyrrachion (Драч) из 2. вијека прије нове ере, што говори о значају и вриједности овог простора у античком добу.

### Средњи вијек
Феудални посјед Павловића, који су спадали у ред најкрупнијег босанског племства, протезао се од Врхбосне (данашње Сарајево) на западу до Добруна на истоку. Родоначелник Павловића је Павле Раденовић, који је осим насљедног посједа држао Градину код Пала, Ходидјед, Миљацки град, Борач код Месића, Павловац код Праче, Павловац код Сарајева, као и рудник Олово, Требиње и дио Конавала са Цавтатом. На том простору одвијала се врло жива трговина између домаћих људи и Дубровника, а главно трговачко средиште био је градић Прача, који је играо важну посредничку улогу у трговини оловом. Павле Раденовић убијен је у међусобном обрачуну феудалаца у Краљевој Сутјесци код Високог 1415. године. Његов млађи син, Радослав Павловић (1420 — 1421) продао је Дубровнику дио Конавала и ратовао с њим око Цавтата.
Када су се након смрти босанског краља Твртка I Котроманића (1391) развиле борбе за босански пријесто, Павлови синови, пред опасношћу да им њихови противници, босански феудалци, не отму и распарчају наслијеђену област, обратили су се за помоћ непоузданим савезницима Турцима. Због неслоге међу босанским великашима, босанска средњовјековна држава ускоро се претворила у трагичну позорницу унутрашњих сукоба, које су Турци, као непријатељи средњовјековне хришћанске Босне, вјешто подстицали и користили за своје освајачке циљеве.
Падом Босне под турску власт (1463) област Павловића подијељена је у 11 нахија, а цијело подручје Турци су, према имену ранијих господара Павловића назвали Вилајет Павли.
У првом турском попису становништва, 1468/69. године мјесто Пале појављује се у облику необичног турског назива Bogazi Yumru као сједиште једне од 11 нахија. Нахија Bogazi Yumru је обухватала шест села а два од њих била су смјештена у паљанском пољу. Једно је Bogazi Yumru а друго Подграђе.
Падом Босне под турску власт, српски народ се нашао у најтежем ропству, експлоатисан и понижен. Не постоје никакви подаци о урбанизацији подручја Пала у турском периоду. Једино је варошица Прача задржала свој трговачки значај, па и извјестан процват, све до великог пожара и епидемије куге у 18. вијеку.
Назив Вилајет Павли за ово подручје источне Босне одржао се све до почетка 19. вијека. У то доба ово насеље се почиње називати — Пале. Под тим именом убиљежено је на једној карти из 1877. године, али је и цијели крај обиљежен као Пале.

### Аустроугарска
Прве деценије 19. вијека наговјештавале су дубоку кризу Османског царства, која се испољавала у два политички и социјално потпуно различита смјера. Турска се тих година озбиљно суочила с низом национално — ослободилачких покрета и социјалних револуција потлачених народа, а с друге стране са устанцима и отпором муслиманског племства које се одупирало свим покушајима реформи и јачању централистичких тенденција.
Према попису становништва из 1895. године, Пале су, са околним селима, имале укупно 483 становника. Од тога броја, 440 становника живјело је од пољопривреде и сјече шуме, а 27 од службе. Индустријски развој је повукао за собом и развој терцијарних дјелатности. Отварају се трговачке радње, гостионице и друге услужне дјелатности.
У фебруару 1907. године започела је са радом прва Основна школа на Палама. То је била конфесионална школа, којом је управљао Црквено-школски одбор Православне цркве на Палама. Она је без икаквих обавеза примила у своје школске клупе и дјецу других вјероисповијести, тако да је поред православне дјеце, Српску народну основну школу у Палама похађало и двадесеторо католичке и јеврејске дјеце, чији су родитељи били запослени већином као квалификовани радници у паљанској пилани.
Према службеним подацима аустроугарске управе за Босну и Херцеговину, на Палама су већ 1879. године постојале двије европски уређене пилане, а њихови производи су чекали да буду транспортовани за Сарајево цестом чија је изградња тада била у току. Када је изградила стратешки важну жељезничку пругу Сарајево-Вишеград (1905. године), Аустроугарска је имала у виду и њен велики привредни значај. Тада су Пале добиле своју жељезничку станицу, а шумарство и индустријска прерада дрвета нови развојни подстицај. То је имало за посљедицу веће улагање страног капитала у привредни развој паљанског краја. Тако је 1912. године у Подграбу отворена велика пилана у власништву италијанске фирме „Ђузепе Фелтринели и компанија“ из Милана, док је на Палама радила пилана са пет гатера у власништву фирме „Задик с. Финци“. Ова фирма је на субмисијској лицитацији 1911. године добила право на двадесетогодишњу експлоатацију шумског подручја Романија — Мокро, с годишњим етатом од 10.000 m³ четинара и 13.250 m³ буковине. Године 1913. фирма „Задик с. Финци“ продала је пиланско постројење на Палама грчкој фирми „Грчко друштво за трговину и индустрију дрвета у Атини“ — Филијала Пале, а 1914. године пренијела на њу и уговор о експлоатацији.

### Први свјетски рат
Избијање Првог свјетског рата 1914. године омело је грчку фирму у провођењу пословних планова, па је непосредно након завршетка рата напустила своје пословање у Босни и закључила аранжман са Васом Тодоровићем, предратним управником њихове пилане на Палама, којем је препустила пиланско постројење на Палама у уговорно подручје Романија — Мокро, с тим да им се исплата врши сукцесивно испоруком дрвене грађе.
Почетком Првог свјетског рата, послије сјајне побједе на Церу, српска војска је на захтјев савезника, почетком септембра 1914. године форсирала ријеке Саву и Дрину и продрла на територију Аустроугарске. Аустроугарска команда је одмах са двије армије прешла у контраофанзиву и борбе су се поново пренијеле на територију Србије. Да би везале дио непријатељских снага и олакшале положај своје главнине на основном правцу непријатељског напада, црногорска војска и Ужички одред Српске војске извршили су почетком октобра 1914. године продор у правцу Сарајева и избили на подручје Романије. Тада су дијелови црногорске војске ушли у Пале, а њихове патроле и претходнице до Козје ћуприје надомак Сарајева. Пошто се црногорска војска ускоро морала повући већи дио српског становништва са подручја Пала повлачи се заједно са војском. Сви они који нису успјели побјећи, били су изложени суровим репресалијама шуцкора (аустроугарска нерегуларна милиција). Пале су потпуно спаљене и опустошене, а на жељезничкој станици Пале, на Каловитим брдима и Корану подигнута су вјешала. Објешена су 54 човјека, док је дио затеченог становништва протјеран у концентрациони логор. Знатан број сеоских породица из Праче, Вијара, Буђа, Подграба, Врхпраче, Горовића, Хоточине, Гласинца, Подроманије и Сочица заустављен је од аустроугарских војника и шуцкора на путу према Дрини, пошто нису успјели да се на вријеме евакуишу преко моста у Горажду. Из те групе на Јабуци је одмах издвојено 48 одраслих мушкараца, који су стријељани. Њихове жене и дјеца одведени су у логор.

### Између два свјетска рата
Крај Првог свјетског рата затекао је Пале потпуно опустошене. Међутим, промјена политичких прилика, слом Аустроугарске Монархије и стварање заједничке југословенске државе — Краљевине Југославије, омогућиле су да се приступи обнављању порушених насеља и подизању привреде. Основу привредног развоја Пала, као и раније, чине природне особине паљанског краја, а прије свега шумско богатство. Развој паљанског насеља убрзале су и повољне саобраћајне везе са Сарајевом, које се постепено претварало у снажан индустријски центар. Године 1928. Пале су постале сједиште општине. Године 1939. на подручју паљанске општине радило је 14 пилана, које су годишње обрађивале више од 90.000 кубних метара тесане грађе. Убрзани привредни развој утицао је на повећање броја становника. У периоду од 1921. до 1931. године број становника се повећао са 2.382 на 11.103.
Тридесетих година 20. вијека у ужем дијелу Пала концентрисало се већ 40 до 50 зграда, а 1935. године Пале су добиле савремени водовод са извора ријеке Миљацке.
Тада се осјетио и снажнији полет на пољу образовања становништва и у развоју културног и спортског живота на Палама. Обнављане су старе и отваране нове школе. Средиште културног живота на Палама био је Дом жртава Првог свјетског рата, саграђен у јесен 1928. године. У оквиру Дома налазила се велика гимнастичка дворана са свим потребним гимнастичким справама, а с времена на вријеме у њој су одржаване разне приредбе и забаве. Значајну улогу у културном животу мјеста имале су аматерска драмска група, те фолклорна секција.
Културно и спортско друштво „Соко“ заслужно је за масовно укључивање омладине у спортски живот. У оквиру Друштва посебно се његују гимнастичке, ритмичке и слетске вјежбе. Паљански соколи са успјехом учествују на слетским вјежбама у Загребу, Љубљани и Прагу. Године 1934. основан је Фудбалски клуб „Вихор“. Изграђено је фудбалско игралиште. Исте године основан је Смучарски клуб и изграђена прва смучарска скакаоница са дрвеном конструкцијом.
Одмах након Првог свјетског рата на локалитету Каловита брда на Палама отворено је дјечје опоравилиште, првих дана зграда за ратну сирочад. Ту су углавном боравила дјеца сарајевских основних школа, коју је Дјечји антитуберкулозни диспанзер упућивао на једномјесечни опоравак, с обзиром да су Пале и раније биле познате као климатско љечилиште са чистим планинским ваздухом. У том периоду Пале су добиле и прву здравствену установу — амбуланту „Соколске здравствене задруге“, библиотеку са читаоницом и друге садржаје.

### Други свјетски рат
У четвртој деценији 20. вијека Пале већ имају изглед малог, али лијепо уређеног мјеста. Знатан број интелектуалаца, као и богатијих и утицајнијих људи из Сарајева и других крајева земље, изградио је на Палама своје љетниковце. Међу њима су се посебно истицали: Перо Слијепчевић, професор Скопског универзитета и књижевни критичар, Јован Кршић, књижевни критичар, Милутин Јањушевић, управник Сарајевског позоришта, и доктор Теодор Живановић. Међу власницима вила било је доста љекара и банских чиновника, укључујући и самог бана Дринске бановине Велимира Поповића. Ови људи утицали су својим ауторитетом да се Палама као насељеном мјесту посвети више пажње.
Међутим, овакав тренд привредног и културног развоја Пала био је грубо прекинут избијањем Другог свјетског рата и нападом фашистичких снага на Југославију 6. априла 1941. године. Око 50 њемачких, италијанских и мађарских дивизија наишле су на слаб и неорганизован отпор југословенске војске. Послије заузимања Загреба и Београда, њемачке и италијанске снаге су напредовале према централним дијеловима Југославије и у правцу јадранске обале. Југословенска врховна команда узалудно је покушавала да успостави контролу над догађајима и спријечи потпуно расуло југословенске војске. 15. априла 1941. године њемачке оклопне и моторизоване дивизије заузеле су Сарајево и на Палама заробиле југословенску Врховну команду. Убрзо након тога, опуномоћеници Врховне команде потписали су 17. априла у Штабу њемачке Друге армије у Београду безусловну капитулацију. Краткотрајни Априлски рат довео је до потпуног распада Југославије, која је била распарчана на више међусобно потпуно одвојених административних дијелова. На територији Хрватске, Босне, Херцеговине и Срема њемачка и италијанска влада створиле су такозвану Независну Државу Хрватску и на власт довеле усташе на челу са Антом Павелићем.
Први потез усташких власти на Палама било је скрнављење Православне цркве и рушење споменика жртвама Првог свјетског рата. Све радње трговаца Срба биле су одмах реквириране и предате симпатизерима усташког покрета. Натпис на Дому жртава Првог свјетског рата, написан позлаћеним словима, обијен је чекићима, а споменик жртвама испред Цркве изваљен је и потпуно уништен. Бивши Дом жртава Првог свјетског рата претворен је у усташку постају у којој се налазила и канцеларија таборника. На цијелом простору те квислиншке државе један од главних њених политичких циљева било је провођење геноцида према Јеврејима и Србима, па су се и локалне усташе на Палама трудиле да не заостану у њиховом провођењу.
На овакве поступке усташких власти народ Романије и паљанског краја, у ноћи између 31. јула и 1. августа 1941. године, одговорио је подизањем оружаног устанка. Усташке власти и њемачка окупациона сила узалуд су масовним одмаздама и терором покушавали да га угуше. Средином новембра 1943. године у акцији одмазде над цивилним становништвом усташе су побиле више од 100 становника села Раковца, о чему и данас свједоче два споменика — један у Криводолима, а други на Раковцу. За вријеме НДХ страдало је у масовним покољима усташа и српско становништво Врхпраче, Вијара, Јеловаца и других мјеста.
У току Другог свјетског рата на подручју општине Пале страдало је око 1.200 цивила, док је у ослободилачкој борби против фашизма погинуло више од 350 бораца.

### СФРЈ
Послије Другог свјетског рата, мјесто и општина Пале, захваљујући великом пожртвовању и напорима становништва, постепено улазе у савремену фазу свог привредног и друштвеног развоја. Године 1946. на мјесту старе пилане подигнута је нова, која је годишње обрађивала 25.000 кубних метара пиланске обловине и запошљавала 320 радника, од којих је 170 радило у пилани, а 150 у шуми, на сјечи и отпреми дрвета. Године 1952. изградњом Војно-ремонтног завода на Корану, привреда Пала је добила први значајнији објект металне индустрије, који је у периоду од 1952. до 1960. године запошљавао 300 — 400 радника. Развој металне индустрије подстакао је миграциона кретања (досељавање). Ничу нова стамбена насеља, град Пале се просторно шири и повезује са насељем Коран. Године 1968. Војно-ремонтни завод Коран улази у корпорацију металне индустрије „ФАМОС“ и организује се као предузеће металне индустрије „Фамос — Коран“. Ова интеграција довела је до успјешног усвајања нових развојних програма производње дијелова мотора, мјењача и возила. Крајем осамдесетих година, у предузећу „Фамос“ Коран радило је 2.000 радника. Отворене су двије нове фабрике: Фабрика за производњу турбокомпресора и Фабрика за производњу дијелова мотора ОМ-360.

### Распад Југославије
У периоду грађанског рата 1992. до 1995. године, Пале су биле привремена пријестоница Републике Српске. Ту су се налазиле политичке и правне институције: Влада и њени органи, Скупштина Републике Српске и др. У исто вријеме, Пале су биле и значајан културни и информативни центар, с низом културно-информативних институција, као што су Новинска агенција СРНА, Српска Радио-Телевизија (сада Радио-Телевизија Републике Српске са сједиштем у Бањој Луци).

## Привреда
Носиоци развоја на подручју Паљанске општине су индустрија, шумарство, угоститељско-туристичке дјелатности и трговина. Због географских и климатских карактеристика подручја, дјелатност пољопривреде је слабије развијена. По завршетку ратних дејстава, почео је развој и у области грађевинарства, а нарочито у области мале привреде.
Индустријски развој на Паљанској општини углавном је оријентисан на металну, дрвну и текстилну индустрију.

## Туризам
Подручје општине Пале својим природним условима погодује развоју угоститељско-туристичке привреде. Врло је привлачан за туристе Олимпијски центар Јахорина, са прекрасним теренима за скијање, гдје зимска сезона траје пет мјесеци. Смучарима и другим туристима стоји на располагању више од 20 km добро уређених стаза за алпско смучање повезаних са седам жичара и шест ски-лифтова, савремена ски-школа и ски-сервис.
Осим погодности за зимски туризам, општина Пале располаже и изврсним условима за ловни туризам, са изванредним ловиштима повезаним магистралним, регионалним и шумским путевима, као и ловачким домовима.
Од природних знаменитости, најзначајнија је пећина Орловача, која је уређена за туристичке посјете. У пећини Орловача су пронађени остаци пећинског медвједа (Ursus spelaeus), као и инсект из породице Coleoptera.

## Култура
На Палама се налази већи број културних институција као што су:
- Културни центар Пале
- ЈФП „Срна филм“ и Кинотека Републике Српске[7]
- Народна библиотека
- СПКД „Просвјета“ Пале
- КУД „Младост“ Пале
- КУД „Романијска врела“ Мокро

На Палама се редовно одржавају културне манифестације:
- Међународна ликовна манифестација „Арт симпозијум Јахорина“"
- Ликовна колонија Пале
- Фестивал еколошког и туристичког филма "Јахоринафест"
- Дјечји фестивал "Дјеца пјевају хитове"
- Дјечји музички фестивал „Палчићи“
- Конференција Беба "Конференција Беба"
- Дани Душка Трифуновића у Палама
- Балкански фестивал фруле у Палама
- Међународни фестивал глумаца и пјевача за дјецу
- Ревија руског филма
- Ревија српског документарног филма

На Палама дјелују и четири факултета у саставу Универзитета у Источном Сарајеву: Економски, Филозофски, Правни и Факултет физичког васпитања и спорта.

## Истакнуте личности
- Доброслав Јевђевић, припадник Младе Босне и учесник у атентату на аустријског надвојводу Франца Фердинанда;
- Трифко Грабеж, припадник Младе Босне и учесник у атентату на аустријског надвојводу Франца Фердинанда;
- Милан Симовић, учесник Народноослободилачке борбе и народни херој Југославије;
- Михајло Чворо, учесник Народноослободилачке борбе и народни херој Југославије;
- Ервин Салцбергер, учесник Народноослободилачке борбе и народни херој Југославије;
- Радован Караџић, први предсједник Републике Српске;
- Момчило Крајишник, први предсједник Народне скупштине Републике Српске;
- Срђан Кнежевић (официр), учесник грађанског рата у БиХ, командир јединице Бели вукови;
- Ајдин Пашовић, смучар и олимпијац упалио олимпијску бакљу на отварању ЗОИ '84 у Сарајеву;
- Томислав Лопатић, југословенски биатлонац и учесник ЗОИ '84 у Сарајеву;
- Огњен Короман, српски фудбалер, репрезентативац Србије и тренер;
- Горан Тробок, фудбалер Партизана;
- Александар Косорић, фудбалер;
- Његош Сикираш, кошаркаш;
- Марко Јовичић, атлетичар;
- Милица Поповић, каратисткиња - првак свијета;
- Жана Новаковић, алпска скијашица;
- Јелена Лоловић, алпска скијашица;
- Рајко Кушић (џудиста), српски џудиста;
- Риалда Кадрић, српска глумица;
- Жељко Грујић, српски књижевник и публициста;
- Милован Јевтовић, писац, сценариста, уредник.

## Спорт
Развој спорта у општини Пале је почео тридесетих година 20. вијека, када се Паљани почињу озбиљније бавити спортским активностима. У почетку су то били скијање и фудбал, да би данас имали 27 регистрованих спортских клубова. Пале су сједиште фудбалског клуба Романија.
Пале су град скијања јер је из овог града на Зимским олимпијским играма до сада наступало 16 спортиста, а њихова имена су урезана у "Олимпијску пахуљицу" која се налази у средишту "Олимпијског парка" у Палама.
Пале убрзано раде на развоју спортске инфраструктуре, па је у Палама 27. августа 2012. године отворена једна од најмодернијих дворана у Босни и Херцеговини Спортска дворана Пеки. Дворана се састоји од велике и мале дворане, укупне површине око 16.000 m², а може да прими 2.360 гледалаца.
На Палама се редовно одржавају спортске манифестације:
- Бициклистичка Кроз Србију
- Фис трка Јахорина
- Пикси куп Јахорина
- Меморијал Рајко Кушић
- Ауто трка Јахорина
- Турнир у малом фудбалу Пале
- Кошаркашки камп Јахорина
- Турнир у баскету Пале
- Турнир у одбојци на песку Пале
- Фудбалски камп Партизан
- Фудбалски камп Црвена звезда
- Васкршњи карате турнир
- Јахорински планинарски маратон
- Видовданска улична трка
- Тениски турнир дипломатског кора
- Кошаркашки камп Феноменално

### Градови побратими
- Смедерево, Србија
- Помаз, Мађарска

### Становништво
Према процјени миграционих кретања и резултата ранијих пописа становништва, на Палама је 1985. године живјело 5.000 становника, а на читавој територији општине 16.000. Предратне демографске прогнозе, на бази пројекција плана просторног развоја, предвиђале су да ће град Пале 2000. године имати 9.400 становника, а 2015. године 14.500, док би становништво општине у том периоду порасло на 28.000. Иако је просторни развој био привремено заустављен за вријеме и непосредно након рата 1992 — 1995. године, у град и општину Пале доселио се велики број Срба који су избјегли из Сарајева, па је укупан број становника општине, према посљедњем попису, достигао 20.909 становника. На Палама се налазе 4 факултета на којима студира око 6.000 студената, па Пале са разлогом носе епитет „Града младости“.
| Националност       | 2013.  | 1991. | 1981. | 1971. | 1961. |
| Срби               | 12.707 | 5.204 | 1.213 | 1.059 | 681   |
| Муслимани          | 7      | 1.630 | 521   | 411   | 141   |
| Југословени        | 10     | 335   | 294   | 21    | 157   |
| Хрвати             | 101    | 109   | 36    | 58    | 72    |
| Црногорци          | 13     | /     | 20    | 18    | 25    |
| Албанци            | /      | /     | 2     | 3     | 4     |
| Словенци           | 5      | /     | 1     | 1     | 1     |
| Македонци          | 3      | /     | /     | 1     | 2     |
| остали и непознато | 59     | 106   | 18    | 8     | 3     |
| Укупно             | 12.905 | 7.384 | 2.105 | 1.579 | 1.086 |

|             | \| Демографија[8] \| Демографија[8] \| Демографија[8] \| \| Година \| Становника \| Становника \| \| -------------- \| -------------- \| -------------- \| \| 1961. \| 1.086 \| \| \| 1971. \| 1.579 \| \| \| 1981. \| 2.105 \| \| \| 1991. \| 7.384 \| \| \| 2013. \| 12.905 \| \| |            |
| Демографија | |            |
| Година      | Становника | Становника |
| 1961.       | 1.086 |            |
| 1971.       | 1.579 |            |
| 1981.       | 2.105 |            |
| 1991.       | 7.384 |            |
| 2013.       | 12.905 |            |

### Галерија слика
- Цековића кућа
- Црква успенија Пресвете Богородице
- Црква из другог угла
- Паљанско шеталиште
- Поглед на Пале ноћу
- Врело Миљацке
- Сједиште Универзитета Источно Сарајево
- Улица Српских ратника
- Незванична застава Пала